# Legio XXX Classica
La Legio XXX Classica (en español, "Trigésima Legión de Infantería de Marina" o también "Legión XXX") era una legión del ejército romano, fundada por Cayo Julio César poco después del inicio de la guerra civil en el 49 a. C.

## Historia de la legión
La legión estuvo estacionada en la península ibérica desde su fundación. Las legiones hispanas, con la excepción de la recién creada Legio V, estaban bajo el mando del gobernador Quinto Casio Longino en el 48 a. C., cuando fueron enviadas a Mauritania para luchar contra el rebelde rey Juba I de Numidia.
Cuando la Legio II se amotinó, las Legiones XXX, XXI y V acudieron en ayuda de su gobernador en Córdoba. Después de que los instigadores fueron castigados, la Legio XXX fue trasladada al actual Gibraltar, pero los disturbios continuaron extendiéndose en la provincia. Hubo una batalla en el río Guadalquivir y Casio se retiró con sus legiones a la ciudad de Ulia (cerca de Córdoba), donde finalmente se rindió con honores.
La Legio XXX Classica participó en la batalla de Tapso en el 46 a. C., y posiblemente participó en la batalla de Munda en el 45 a. C. Bajo el mando supremo del gobernador de la posterior provincia de Hispania, Cayo Asinio Polión, la legión participó en las batallas contra Sexto Pompeyo entre 44/43 a. C. Entre el 42 y el 31 a. C., los veteranos de la Legio XXX Classica vivieron en el área alrededor de Benevento y el sur de Italia, así como en la Colonia Iulia Troas (cerca de Alejandría Troas, en el oeste de la actual Turquía).
Tras la batalla de Actium (31 a. C.) y con el fin de la guerra civil romana, la Legio XXX Classica fue disuelta por Augusto, como también hizo con muchas otras legiones.